# ネコ属
ネコ属（ネコぞく、猫属）は、ネコ科のうちイエネコに近縁な種からなる属。

## 学名と分類
本属はカール・フォン・リンネにより、現行の『国際動物命名規約』において学名の出発点として指定されている、『自然の体系 第10版』中で記載された。学名 Felis は、ラテン語で「ネコ」を意味する女性名詞そのもの（fēlis、なお標準形は fēlēs）である。
リンネがネコ属 Felis としたものは7種（ライオン・トラ・ヒョウ・ジャガー・オセロット・イエネコ・オオヤマネコ）あった。これらは19世紀までに新たな属へと分割されていき、1917年にレジナルド・インズ・ポコックがネコ科現生種の分類体系を整理した際に現在のネコ属とほぼ同様に限定された。ところがネコ科現生種は形態の差異が乏しいことから再度まとめられることが多くなり、極端な場合にはヒョウ亜科やチーターを除くほとんど全てのネコ科現生種がネコ属に所属させられることもあった。現在では、概ね鮮新世の開始（およそ520万年前）までに分岐したと考えられる単系統群を属として扱うようになっている。
分子時計による分岐年代推定によれば、500万年から700万年ほど前にベンガルヤマネコ属と分岐したと考えられる。

## 分布
イエネコは家畜化されて世界中に拡大しているが、ネコ属本来の分布域はアフリカ、ヨーロッパ、アジアの熱帯から温帯にかけてである。日本列島には元々生息しておらず、本属の姉妹群であるベンガルヤマネコ属の2亜種のみが島嶼に生息する。

## 下位分類
分子系統解析の結果を反映させた2017年の分類体系によれば7種が認識されている。和名は断りのない限り伊澤 (1992)に、英名はIUCN SSC Cat Specialist Group (2017)に従う。
- Felis bieti ハイイロネコ Chinese mountain cat
- Felis catus イエネコ[10] Domestic cat
- Felis chaus ジャングルキャット Jungle cat
- Felis lybica リビアヤマネコ African wildcat
- Felis margarita スナネコ Sand cat
- Felis nigripes クロアシネコ Black-footed cat
- Felis silvestris ヨーロッパヤマネコ European wildcat

ただしハイイロネコ、イエネコ、リビアヤマネコをヨーロッパヤマネコの亜種とする見解もある。この場合、ネコ属は4種で構成されることになる。